# Bürostuhl

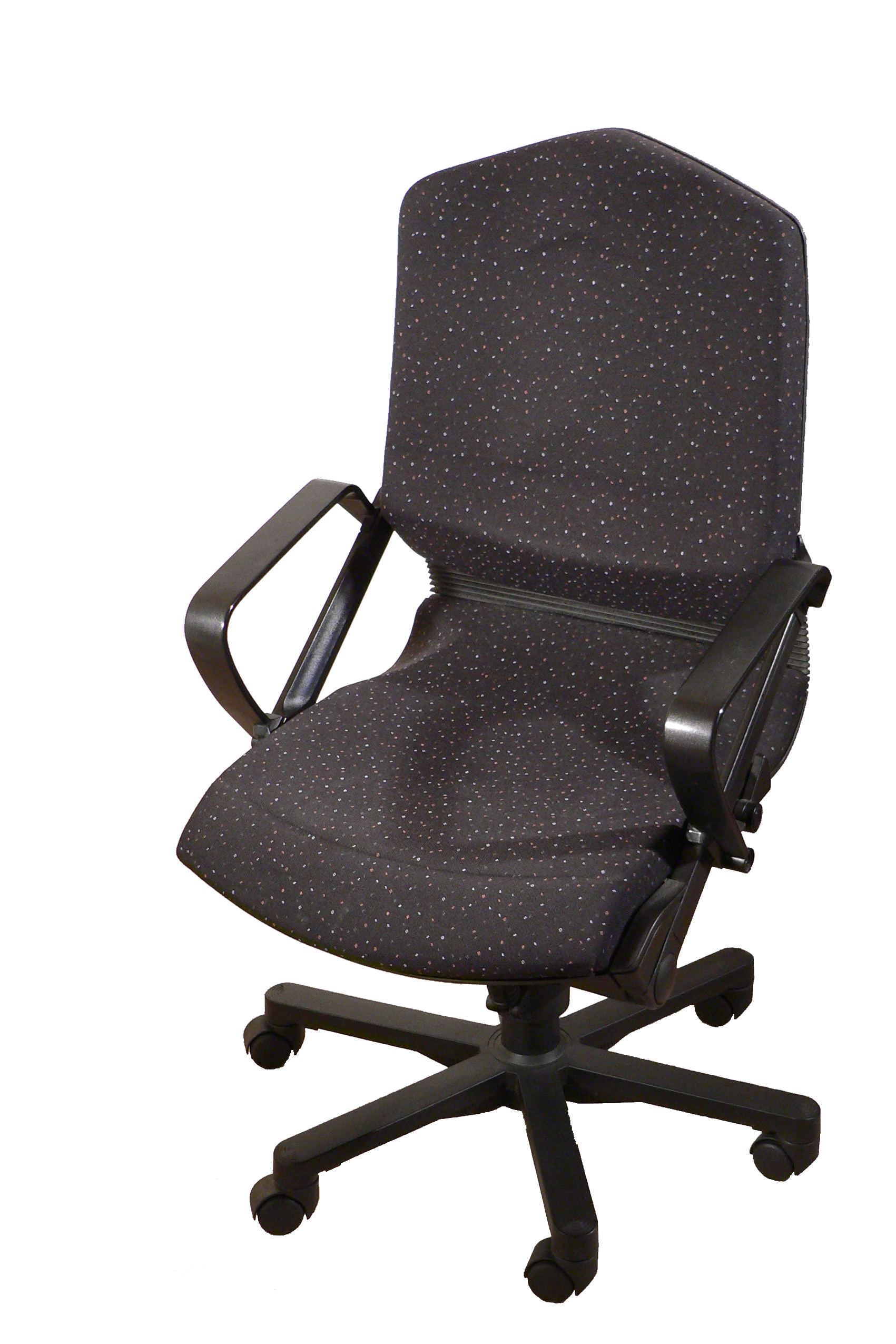
Ein Bürostuhl um 1995

Die Entwicklung des Bürostuhls führte vom schlichten und starren Holzstuhl für den Arbeitsplatz am Schreibtisch zum modernen drehbaren, auf Stuhlrollen oder Teppichgleitern gelagerten Stuhl mit Rückenlehne und je nach Anforderung auch mit Armlehnen. Er ist auf die Benutzung an Schreibtischen optimiert und aus Gründen der Ergonomie höhenverstellbar. Die Höhenverstellung erfolgt mit einer Gasdruckfeder. Eine Höhen- und Neigungsverstellung der Rückenlehne ist meist vorgesehen, oft auch eine Neigungsverstellung oder eine Sitzball-ähnliche, d. h. horizontal schaukelnde und/oder rundum pendelnde Lagerung der Sitzfläche. Durch die Lagerung auf Rollen kann der Stuhl im Sitzen bequem verschoben werden.

## Geschichte

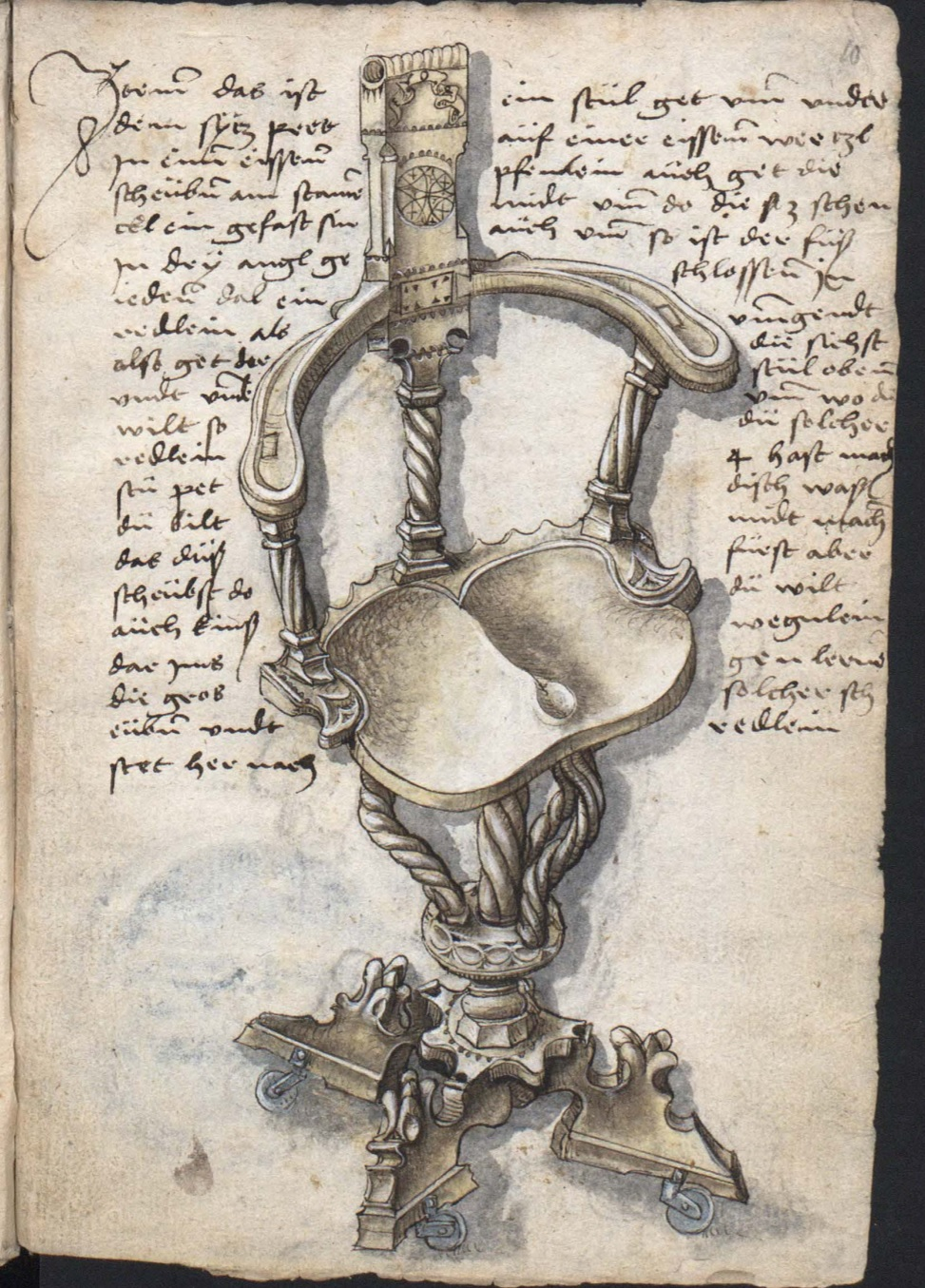
Konzept eines drehbaren Stuhls mit Lenkrollen aus dem Löffelholz-Codex von 1505

Die Geburtsstunde des Bürostuhls ist unbekannt. Das Konzept eines drehbaren Stuhls mit Lenkrollen hat Martin Löffelholz von Kolberg in seiner, 1505 entstandenen technologischen Bilderhandschrift, dem sog. Löffelholz-Codex, auf Folio 10r abgebildet. Im 18. Jahrhundert dürfte die sitzende Arbeitsausführung im Büro die stehende Tätigkeit eines Buchhalters abgelöst haben. Der Wandel wird auch mit zunehmender Industrialisierung verbunden gewesen sein, ebenso begründet durch Ausbreitung der Verwaltungstätigkeiten angesichts wachsender Bürokratie, was zur Vermehrung der Arbeitsplätze mit Schreibtisch und Bürostuhl führte.

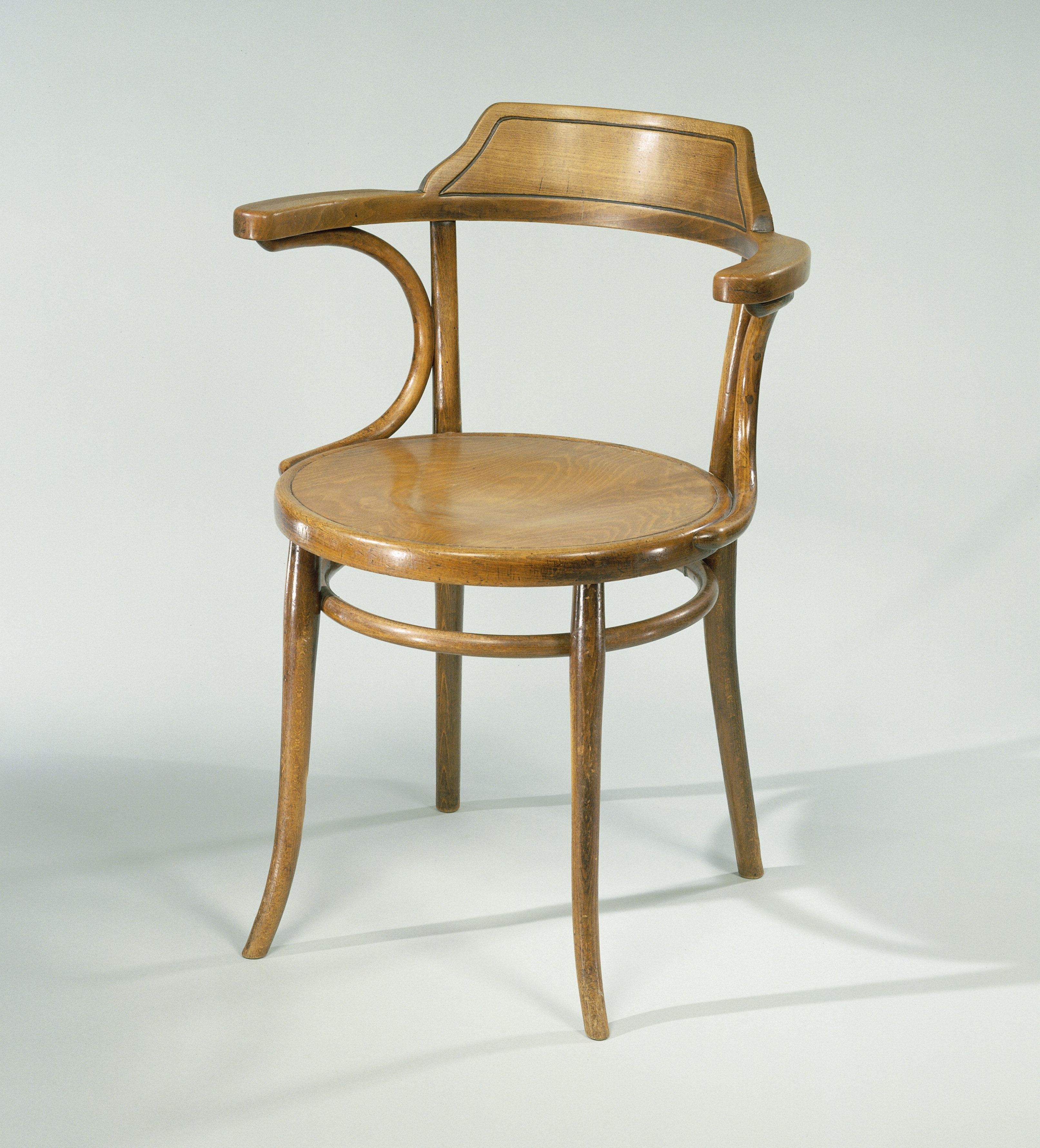
Bürostuhl aus Holz für Personal, gebräuchlich ca. 1910 bis 1960

Die ersten Bürostühle waren schlichte Holzkonstruktionen ohne Armlehnen, denen schnell eine Konstruktion auch aus Metall mit Holzsitzfläche folgte. Die ersten Bürostühle waren ungepolstert; später folgte ihnen eine Polsterung durch ein mit dem Stuhl verbundenes einfaches Kissen mit Rosshaarfüllung. Etwa um 1840 gab es Bürostühle mit Federung, denen ca. 1850 beweglichere Konstruktionen folgten, zumindest ist ein amerikanisches Bürostuhl-Modell aus 1849 fotografisch überliefert, das bereits mit Armlehnen ausgestattet und drehbar war. Das Modell verfügte auch über die Möglichkeit gerollt zu werden, allerdings handelte es sich um sehr kleine Eisenrollen, die wenig schonend für Bodenbelag und Teppiche gewesen sein dürften. Zu dieser Zeit hatten Bürostühle lediglich vier Stuhlbeine bzw. ein Fußkreuz mit vier Fußrollen.

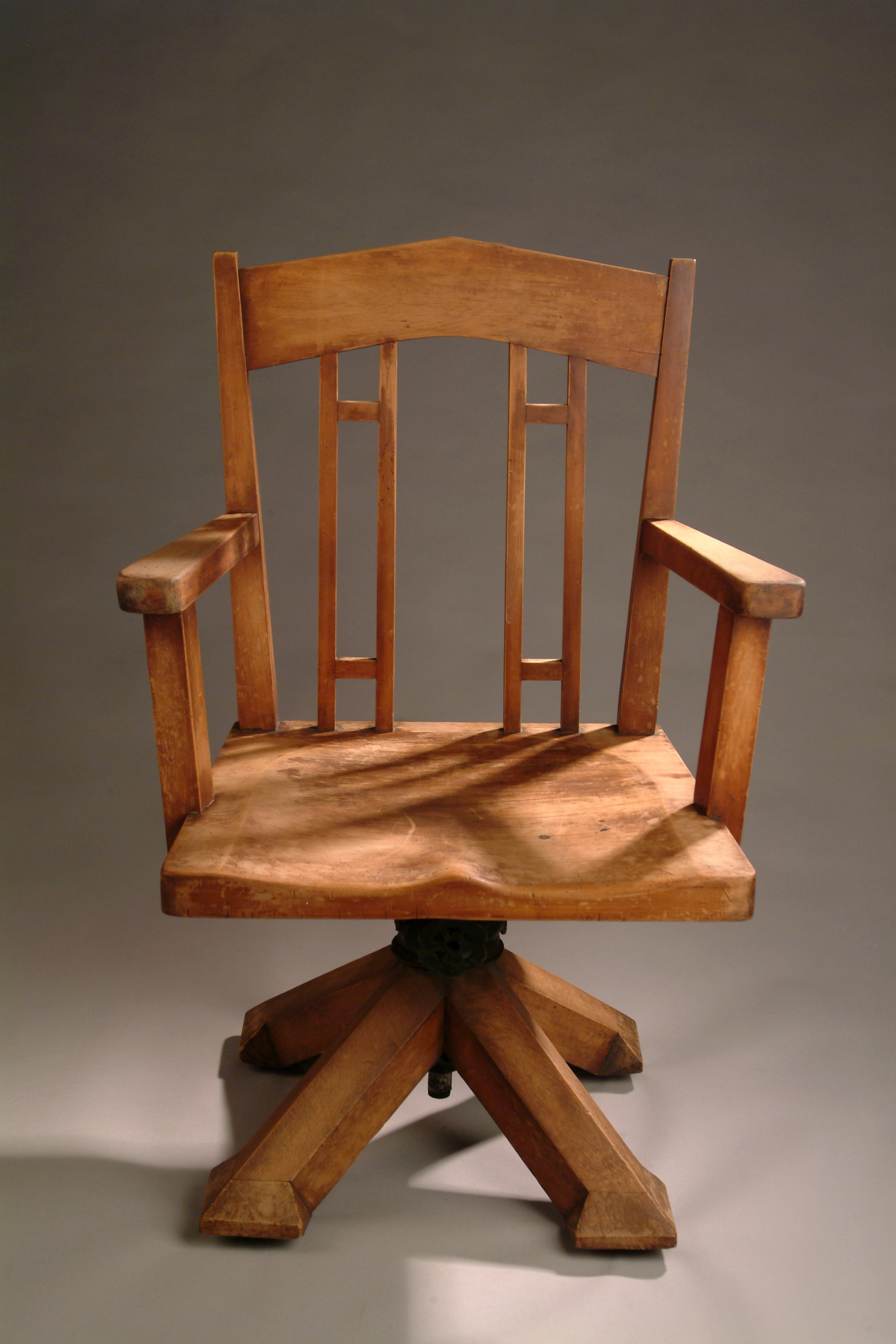
Bürostuhl für Vorgesetzte (Höhenänderung durch Drehen), gebräuchlich ca. 1920 bis 1960

In Deutschland dürfte die Zeit der Einführung eines standardisierten hölzernen Bürodrehstuhls ohne Rollen um 1912 gewesen sein. Eine Höhenverstellung erfolgte durch Herauf- oder Herunterdrehen der dafür konstruierten Mittelachse: Albert Stoll präsentiert 1926 auf der Leipziger Messer eine Weiterentwicklung des amerikanischen Bürostuhls, sein „Federdreh“ ist der erste Drehstuhl mit drehbarer Säulenfederung. Eine Sonderstellung unter den Bürostühlen nimmt der Freischwingerstuhl aus dem Jahr 1928 von Marcel Breuer ein. In späteren Jahren wurde die vordere Senkrechte des Freischwingers leicht nach hinten abgeschrägt, um damit das Kippen des Stuhls nach vorne zu verhindern.
In den 1970er und 1980er Jahren veränderten sich die Anforderungen an Bürostühle gravierend. Die Berufsgenossenschaften, insbesondere die Verwaltungsberufsgenossenschaft (Abk. VBG), und die Bundesanstalt für Arbeitsschutz und Arbeitsmedizin (Abk. BAuA) rückten maßgeblich für den Bürostuhl die Sicherheitsaspekte (Unfall- und Kippsicherheit) und die Ergonomie aus gesundheitlichen Gründen in den Fokus. Der Bürodrehstuhl erhielt zahllose Veränderungen in der Mechanik des Drehens und des Neigens, der Federung wie auch der Lordosenstütze, sowie der atmungsaktiveren Polsterung, jedoch allem voran die Einführung des sicheren Fußkreuzes mit fünf Beinen mit Kunststoffrollen oder Kunststoffteppichgleitern.

## Design
1969 konstruierte der Designer Rainer Bohl eine verstellbare Rückenlehne, die Teil des 1970–1974 von D-Team entwickelten Relax-o-flex® Synchron-Bürostuhls wurde. Die Designer Klaus Franck und Werner Sauer entwickelten einen flexiblen Bürostuhl mit Synchronautomatik, der sich an den Benutzer anpasst: die FS-Linie (1980), die zahlreiche Preise erhielt. Auch Maarten Van Severens 04.chair (2000), Herman Millers Embody Chair (2008) und Konstantin Grcics Bürostuhl 360° (2009) gehören zu den preisgekrönten Bürostuhl-Designs.

## Mechaniken und ihre Effekte

### Wippmechanik

Bürostuhl mit Wippmechanik, Funktionsprinzip

Bei einer Wippmechanik sind Rückenlehne und Sitzfläche fest gekoppelt, so dass sich beim Zurücklehnen stets die Sitzfläche mitneigt. Der Winkel zwischen Rückenlehne und Sitzfläche bleibt konstant.
Das Absenken des Sitzes beim Zurückneigen verhindert, dass die Rückenlehne bei jedem Aufrichten dem Becken/Rücken einen Impuls nach vorne mitgibt. Dadurch wiederum wird verhindert, dass nach kurzer Zeit die Lendenwirbelsäule nicht mehr an der Lehne anliegt und es zur Fehlhaltung kommt.
Beim Vor- und Zurückschwingen in einem Stuhl mit solcher Mechanik kann ein Schaukelstuhleffekt entstehen, für den es im Wesentlichen zwei Ursachen gibt: Entweder liegt die Drehachse ziemlich in der Sitzmitte, dann kommen beim Zurückneigen die Knie nach oben. Oder der Anpressdruck der Rückenlehne (durch Gasfeder, Federn oder Torsionsstab erzeugt) ist zu schwach, wodurch der Sitzende ab einer mittleren Rückneigestellung bis zur maximalen Lehnenneigung kaum noch Unterstützung seines Rückens erfährt.
Moderne Sitze drehen sich deshalb an der Vorderkante und verfügen über eine individuelle Einstellung des Rückenlehnengegendrucks. Durch eine solche Kniewippmechanik wird der Schaukelstuhleffekt vermieden, indem die Drehachse, um die sich Sitzfläche und Rückenlehne bewegen, durch ein Kniegelenk nach vorne verlagert wird.
Nachteilig an Wippmechaniken ist, dass der Winkel zwischen Sitz und Rücken starr ist, und dadurch die Bewegung des sitzenden Körpers unnötig eingeschränkt wird. Dieses wird mit einer Synchronmechanik vermieden:

### Synchronmechanik
Die Synchronmechanik koppelt ebenso wie die Wippmechanik die Rückenlehne mit der Sitzfläche, jedoch bewirkt hier eine Neigung der Rückenlehne eine typischerweise etwas geringere Neigung der Sitzfläche im Verhältnis 3:1 bis 2:1. Wenn beispielsweise die Rückenlehne um 10° nach hinten geneigt wird, sorgt die Synchronmechanik dafür, dass sich die Sitzfläche um typischerweise 5° nach unten neigt. Durch diese Kopplung vergrößert sich der Winkel zwischen Rumpf und Oberschenkeln beim Zurücklehnen, so dass sich die Gelenke des Menschen bewegen, der Körper streckt und damit die Durchblutung erleichtert wird. Außerdem soll dadurch der Abstützpunkt des Beckens besser erhalten bleiben.
Der große Vorteil der Wipp- und Synchronmechaniken gegenüber Mechaniken mit statischen oder nur pendelnden Rückenlehnen (siehe unten) ist, dass die Sitzenden sich entsprechend den Arbeitsanforderungen bewegen können und dennoch der Rücken dauerhaft vor Fehlhaltungen geschützt wird. Da die Beweglichkeit beim Sitzen auf einem Synchronmechanik-Bürostuhl durch einen Pendelsitz noch verstärkt wird, bewertete das Europäische Patentamt die „Gattung Synchronmechanik-Bürostuhl mit Pendelsitz‘“ als Erfindung, unabhängig von der speziellen Konstruktion.

### Asynchronmechanik und Permanentkontaktmechanik
Bei der Asynchronmechanik sind Rückenlehne und Sitzfläche entkoppelt. Sitzfläche und Rückenlehne sind getrennt einstellbar, was eine individuelle Anpassung der Neigungswinkel von Rückenlehne und Sitzfläche ermöglicht. Ist die Rückenlehne entarretiert, so schwingt sie frei und wird durch eine Feder permanent in Kontakt mit dem Rücken des Benutzers gehalten.
Hat der Sitz keine solche Verstellmöglichkeit, so heißt diese Mechanik Permanentkontaktmechanik (oft mit „PC“ abgekürzt). Diese Mechanik hat keinen zuvor erwähnten „Schaukelstuhleffekt“.

### Hemdauszieheffekt
Rutscht die Rückenlehne beim Zurücklehnen entlang des Rückens, so neigt sie dazu, das Hemd eines Benutzers nach oben zu schieben. Dieser sogenannte „Hemdauszieheffekt“ sollte immer so gering wie möglich sein. Diese Forderung gilt insbesondere für Asynchron- und Permanentkontaktmechaniken, bei denen die Winkeländerungen zwischen Sitzfläche und Rückenlehne und damit der Hemdauszieheffekt besonders groß sind.
Der Hemdauszieheffekt wird kleiner, wenn der Drehpunkt für Rückenlehnen-Schwenkbewegungen weit vorne liegt – möglichst vor der Position der Gasdruckfeder, die für die Höhenverstellung der Sitzfläche genutzt wird.

## Beckenkontakt der Rückenlehne beim Zurücklehnen
Es gibt technische Anforderungen an Bürostühle, die das sogenannte „Ergonomiesiegel“ erhalten wollen. In dieser Liste heißt es u. a.: „Rückenlehne: Beckenkontaktverlust beim Zurücklehnen: möglichst gering.“ Mit der goldenen Regel „Hintern hinten“ – d. h. heranrutschen an die Rückenlehne – lässt sich der Beckenkontaktverlust beim Zurücklehnen minimieren. Jeglichen Beckenkontaktverlust beim Zurücklehnen – und damit die permanente Unterstützung des Lendenwirbelbereichs, der so häufig von Bandscheibenvorfällen betroffen ist – vermeiden einige Bürostuhlhersteller, indem sie die Rückenlehne mit zwei Drehgelenken lagern. Eines befindet sich unten an der Mechanik, ein weiteres hinter der Rückenlehne in halber Höhe. Dadurch wird eine „aktive Lordosestützung“ erreicht, denn beim Zurücklehnen mit dem Oberkörper wird der Lendenwirbelbereich stärker oder schwächer gestützt, je nach Druck des Oberkörpers gegen die Rückenlehne.

## Rückenlehnen

### Gepolstert
Gepolsterte Rückenlehnen sollten in ihrer Form dem Rücken ergonomisch angepasst sein. Zur Kontrolle wird die Rückenlehne in einer annähernd aufrechten Position arretiert: Wenn sich der Sitzende mit seinem Becken hinten an die Rückenlehne setzt und sich dann an die Rückenlehne anlehnt, sollte das Polster die jeweilige Rückenform nachbilden. Feste Polsterungen formen einen Standard-Rücken nach DIN-Vorschrift, der jedoch selten der individuellen Rückenkrümmung entspricht. Der dadurch entstehende punktuelle Druckschmerz verleitet den Sitzenden, der Rückenlehne durch Vorrutschen auszuweichen, wodurch Fehlhaltungen möglich werden.
Einstellbare Lordosenstützen (in der Höhe z. B. über die Rückenlehnenhöhe, in der Stärke über Verstellräder, Luftpumpen etc.) vermeiden Druckschmerzen. Es gibt viele Varianten mit unterschiedlicher Wirkung von passiven, einstellbaren Lordosenstützen, die sich auf oder in der Rückenlehnenpolsterung im LWS-Bereich befinden. Auch bei einer individuellen LWS-Unterstützung ist eine dauerhaft arretierte Rückenlehne nicht zu empfehlen, da ein ergonomischer Bürostuhl den Drang des Körpers nach Bewegung möglichst wenig einschränken soll.

### Mit Netzbespannung
Die preiswerte Rückenlehne enthält eine Netzbespannung. Um im Sommer bei leichter Bekleidung kein Frieren des Rückens zu erlauben, sollte sie mit einer winddichten Auflage versehen werden. Netze zeigen – wie alle Tuchbespannungen – eine besonders hohe Nachgiebigkeit und im Unterschied zu gepolsterten Rückenlehnen keine Punktelastizität. Sie müssen, ähnlich wie Tennisschläger, besonders fest gespannt sein, um ihre Form bei Belastung zu erhalten. Auch eine netzbespannte Rückenlehne soll den Lendenwirbelbereich gut abstützen; gleichzeitig darf sie aber wegen fehlender Polsterung nicht mit dem unteren Rand des Netzrahmens hart gegen den Rücken drücken. Diese beiden Forderungen gleichzeitig zu erfüllen, ist schwierig; beispielsweise könnte die netzbespannte Rückenlehne unten eine sehr starke Wölbung gegen den Rücken aufweisen, so dass sich der untere Rand des Rahmens mehrere Zentimeter entfernt von der Lendenwirbelsäule befindet.

### Zweiteilig
Die vertikal geteilte Rückenlehne unterstützt den Rücken über 50 Prozent laut Gutachten von Prof. Peters, Dr. Vogel. Das Prinzip besteht aus zwei beweglichen Schwingeelementen und die Anordnung der Rückenlehne, die durch Anlehnen den unteren Rückenbereich über die Hebelwirkung anheben. Zudem folgt die vertikal geteilte Rückenlehne jeder Bewegung.
Es gibt auch horizontal geteilte Rückenlehnen. Da beide Hälften der Rückenlehnen separat beweglich sind, wird die Beweglichkeit des Körpers während des Anlehnens erhöht und die Rücken-Unterstützung verbessert.

## Dynamisches Sitzen
Ein Bürostuhl kann die Dynamik des Sitzens maßgeblich beeinflussen. Während ein starrer Stuhl statisches Sitzen hervorruft, kann ein Bürostuhl durch seine Mechaniken und Anpassungsmöglichkeiten ein dynamischeres Sitzen unterstützen. Dabei unterscheidet man aktiv-dynamisches Sitzen (wobei der Sitzende durch Eigeninitiative die Sitzstellung ändert) von passiv-dynamischem Sitzen (wobei die Stellungsänderung durch den Stuhl vorgegeben wird).

### Aktiv-dynamisches Sitzen
Um Rückenschmerzen, die durch nicht entspanntes, statisches Sitzen ausgelöst werden, zu lindern oder sogar zu beheben, empfehlen Mediziner als einfachste Maßnahme das aktiv-dynamische Sitzen. Dabei ist die Sitzposition nicht starr, sondern wird ständig geändert. Dies wird durch bewegliche Sitzflächen und Rückenlehnen ermöglicht. Neueste Entwicklungen arbeiten mit einer beweglichen Säule, wobei die Gasfeder im Fußkreuz Neigungen des Sitzes ermöglicht. Zum einen trainiert dadurch ein Benutzer die Stützmuskulatur seiner Wirbelsäule, was Rückenerkrankungen vorbeugt, zum anderen verbessern häufige Wechsel zwischen Belastung und Entlastung die Nährstoffversorgung der Bandscheiben. Stühle mit den oben genannten Mechanikentypen fördern aktiv-dynamisches Sitzen vorwiegend eindimensional nach vorne und hinten.
Der sogenannte Gymnastikball fördert aktiv-dynamisches Sitzen; er hat aber keine Rückenlehne (ist also kein „Stuhl“) und verlangt vom Benutzer ein ständiges Balancieren, was Viele bei längerem Sitzen als zu anstrengend und manche als konzentrationsmindernd bei Büroarbeit (speziell Bildschirmarbeit) empfinden. Gymnastikbälle sind deshalb aus den Büros wieder fast verschwunden.
Verschiedene moderne Pendel- und Balancemechaniken basieren auf der sogenannten „fußgesteuerten Bewegung“. In ihnen ist der Sitz wie an einer Schaukel aufgehängt und/oder rundum beweglich gelagert. Diese Sitze schwingen und/oder pendeln immer minimal, da es z. B. auf einer Schaukel unmöglich ist, Oberkörper, Beine und Füße zueinander in absoluter Ruhe zu halten; diese Bewegungen werden also unbewusst erzeugt. Bei Stühlen mit schaukelnd aufgehängten Sitzen können sie bereits durch Armbewegungen ausgelöst werden; gedämpft wird diese Haltungsunruhe durch Auflegen der Arme auf einen Schreibtisch. Die Bewegungen sollen die Steuerung der Muskeln zu Gegenbewegungen und die Zirkulation des Blutes im Blutkreislauf fördern.

### Passiv-dynamisches Sitzen
Alternativ kann auch eine passiv-dynamische (von außen gesteuerte) Bewegung sinnvoll sein, wie sie in der Medizin seit Jahren erfolgreich eingesetzt wird (z. B. Motorschiene für Gelenke). In Stühlen besteht das Grundprinzip in einer von außen mit einem Elektromotor angetriebenen Bewegung der Sitzfläche – z. B. deren Mikrorotation –, um die ständige Bewegung des Sitzenden und damit die für die Bandscheibenernährung wichtige Wechselbelastung der Wirbelsäule zu erzwingen. Es besteht jedoch in der Sitzforschung noch Uneinigkeit, ob die passiv-dynamische Bewegung angesichts der ihr überlegenen Prophylaxe durch abwechselndes Sitzen, Stehen und Bewegen sinnvoll ist.

### Sitzdynamik als für Ergonomie maßgeblicher Faktor
Spätestens seit dem zeitweiligen Siegeszug des Sitzballs Anfang der 90er Jahre wurde der Öffentlichkeit klar, dass ein möglichst dynamisches Sitzen große gesundheitliche Vorteile bringt. Folgerichtig definierte das „Institut für Hygiene und Arbeitsphysiologie der Eidgenössischen Technischen Hochschule Zürich“ (ETHZ) 1995 produktneutral „Was ist ein ergonomischer Stuhl?“. Diese Schrift geht von der Erkenntnis aus, dass langes Stillsitzen zu Schmerzen führt, d. h. jeder Körper braucht Bewegung. Die ETHZ fordert dementsprechend für ergonomische Bürostühle u. a., dass sie die Bewegungsfreiheit eines Sitzenden möglichst wenig einschränken. Diese Schrift ist heute mehr denn je relevant.
Generell gilt, dass Sitzen effizientes Arbeiten fördert, doch selbst langes Sitzen auf einem idealen Bürostuhl nur die zweitbeste Lösung ist. Besser ist eine Arbeitsorganisation, die zwischendurch zu Haltungswechsel führt: Zum Beispiel führen Stehpulte/-tische wie auch Schränke und Drucker außerhalb der unmittelbaren Griffweite zu gesundheitsförderndem Aufstehen.

## Einstellmöglichkeiten ergonomischer Bürostühle

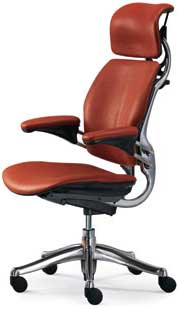
Moderner Bürostuhl mit großer Rückenlehne, Armlehnen und verstellbarer Kopfstütze

Ein ergonomischer Stuhl lässt sich durch zahlreiche Einstellmöglichkeiten „personalisieren“:
- Die Sitzhöhe ist verstellbar (mit einem Hebel, der auf eine Gasdruckfeder wirkt)
- Die Armlehnen sind höhenverstellbar, auch in der Weite zwischen ihnen und die Richtung ist verstellbar. Es gibt auch Armstützen, die nach hinten (hinter die Rückenlehne) wegzudrehen sind
- Die Sitzneigung vieler Synchronmechaniken lässt sich zusätzlich zum Synchronmechanismus zweistufig verstellen.
- Besonders für kleinere oder größere Menschen ist es wichtig, den Sitz nach hinten und vorne verschieben zu können oder verschieden lange („tiefe“) Sitze zu erhalten. Die Sitztiefe soll so eingestellt sein, dass die Rückenlehne berührt werden kann, die Kniekehlen aber frei sind, so dass dort die Blutzirkulation nicht behindert wird.
- Die Rückenlehne sollte in der Höhe verstellbar sein, damit eine Stützung des Rückens ab der Oberkante des Beckens möglich ist.
- Meist gibt es einen Arretierhebel, mit dem man die Schwingbewegung des Stuhles unterbinden kann. Die Arretierung sollte gelegentlich benutzt werden, um bei arretiertem Stuhl die Haltemuskulatur des Körpers durch ein Sich-Nicht-Anlehnen zu fordern/fördern.

## Bürostühle in besonderen Ausführungen
Mehrere Hersteller bieten sogenannte Sattelstühle an. Bei diesen Stühlen ist der Sitz nach oben gewölbt. Sie drücken daher auf Gesäß und Oberschenkel und entsprechen nicht der europäischen Bürostuhl-Norm DIN EN 1335 1–3. Die Notwendigkeit der Überarbeitung der Bürostuhl-Norm wird von vielen Studien unterstützt. Diese Studien zeigen auf, dass die Gelenkwinkel des Körpers beim Sitzen auf einem Stuhl nach Bürostuhl-Norm DIN EN 1335 Gesundheitsrisiken für den Stütz- und Bewegungsapparat hervorrufen.
Eine weitere Spezialausführung ist der 24h-Stuhl bzw. Leitwartenstuhl. Hierbei handelt es sich um Stühle, welche speziell für Schichtdienstarbeitsplätze entwickelt wurden, an denen hauptsächlich überwachende Tätigkeiten verrichtet werden (z. B. Leitstellen, Leitwarten, Sicherheitszentralen, Flugsicherung).
Diese Stühle sind besonders robust konstruiert und verfügen über eine verstärkte Mechanik, welche für die dauerhaften Belastungen (24 Stunden/Tag, 7 Tage/Woche) und häufigen Einstellvorgänge (bei nahezu jedem Schichtwechsel wird der Stuhl neu eingestellt) ausgelegt ist. Der Bezug besteht aus einem besonders abriebfesten Stoff. Leder wird aufgrund der geringeren Atmungsaktivität nur an Seiten- und Rückflächen des Stuhls verarbeitet.
Eine Lordosenstütze gehört ebenfalls zur Standardausstattung eines Leitwartenstuhles.
Oftmals basieren Leitwartenstühle auf Sitzen aus dem Automobilbereich, da diese von Haus aus eine sehr robuste Grundkonstruktion aufweisen.

## Empfohlene Sitzdauer
Bürostühle werden von den Herstellern mit der Angabe der empfohlenen Sitzdauer versehen. Dieser Wert wird mit Stunden pro Tag angegeben und beschreibt, wie lange die maximale Sitzdauer auf dem Modell beträgt, ohne dass eine Störung des Wohlbefindens oder möglicherweise langfristig eine Gesundheitsschädigung eintritt.
Bürostühle für den privaten Gebrauch besitzen eine empfohlene Sitzdauer von zwei bis vier Stunden täglich. Modelle, die an ganztägig genutzten Büroarbeitsplätzen genutzt werden, sollten für eine Sitzdauer von acht Stunden pro Tag empfohlen sein. Eine arbeitsmedizinisch qualifizierte Auflistung der ergonomischen Anforderungen an einen Bürodrehstuhl findet sich bei der „Bundesanstalt für Arbeitsschutz und Arbeitsmedizin“.

## Fußkreuz
Die Basis, der „Fuß“ des Stuhles, an dem die Stuhlrollen befestigt sind, heißt Fußkreuz. Kreuz, weil die Basis früher vier Arme hatte und deshalb wie ein Kreuz aussah. Aus Gründen der Standsicherheit hat das Fußkreuz heute fünf oder sechs Arme. Auch einzelne Bürostühle mit drei-armigem Kreuz sind bekannt.
Die Mitte des Fußkreuzes nimmt heutzutage eine Gasdruckfeder auf, mit der sich die Sitzhöhe eines Bürostuhls leichter und schneller als mit einem Gewinde verstellen lässt. Auf dem oberen Ende der Gasdruckfeder lagert eine Stuhlmechanik mit Sitz, Rückenlehne und manchmal auch Armstützen.
Bei reinen Kunststofffußkreuzen wird über längere Zeiten ein Durchsacken der Gasdruckfeder bis auf den Fußboden beobachtet. Grund: die zentrale konische Bohrung, in der die Gasdruckfeder zur Höhenverstellung steckt, weitet sich allmählich – insbesondere bei stoßweiser Belastung beim Hinsetzen. Bessere Kunststoff-Fußkreuze enthalten in der zentralen konischen Bohrung zusätzlich einen Metallring, der dieses Durchsacken verhindert, da er sich nicht weiten lässt. Alternativ werden Aluminiumfußkreuze verwendet, deren Oberflächen poliert oder farblich beschichtet werden. Auf eine Verchromung wird heute aus Preis- und Umweltschutzgründen meist verzichtet.

## Stuhlrollen

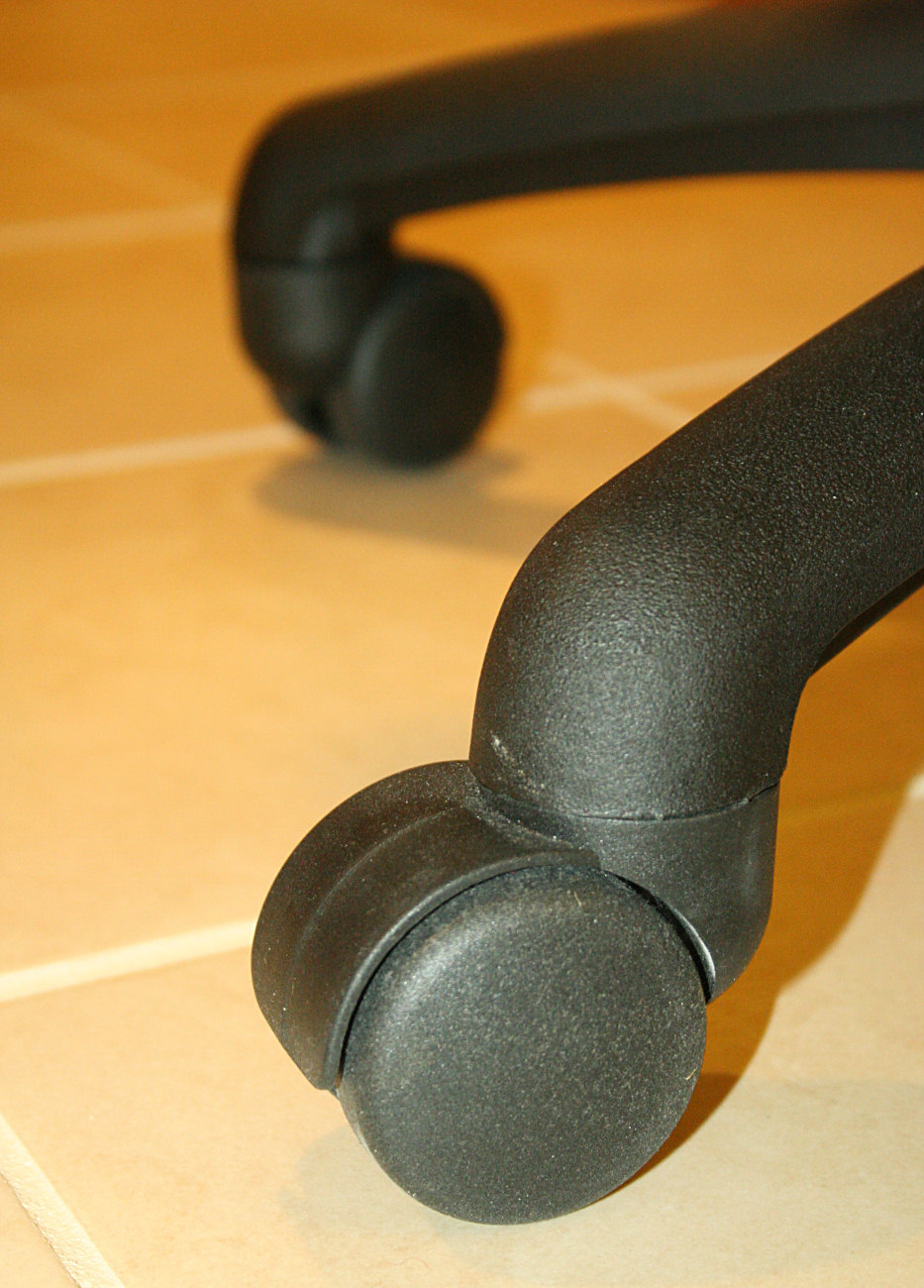
Lenkrollen an einem Bürostuhl

Bei manchen Bürostuhl-Modellen sind die Lenkrollen bei unbelastetem Stuhl gebremst. Ein Wegrollen des Stuhls durch leichten Stoß vor dem Hinsetzen wird so verhindert. Bei Belastung des Stuhls werden die Stuhlrollen entbremst.
Hartbodenrollen sind weich ummantelt. Zur leichteren Erkennung hat diese Ummantelung immer eine andere Farbe als der Kern der Rolle. Durch die Ummantelung wird vermieden, dass dunkle Striche durch Abrieb auf Hartboden (Parkett, Fliesen) entstehen. Solch eine Ummantelung kann an heißen Sommertagen aber so weich werden, dass sie bei Benutzung des Stuhls mit sehr schweren Benutzern (100–120 kg) mit vergleichsweise „hartem“ Teppichboden „verkleben“ und dann beim Rollen Fäden aus diesem ziehen kann.
Deshalb gibt es (stets einfarbige) Weichbodenrollen aus einheitlich festem Kunststoff.
Bei Gestühl für leichte Personen (Kinder) wird der Rollentyp meist nicht unterschieden; die weich ummantelten Rollen werden dann universell für alle Böden eingesetzt.
Um den Rollwiderstand auf Teppich zu verringern, werden vorteilhaft Stuhlrollen mit größerem als den sonst üblichen 50 mm Durchmesser benutzt, z. B. mit 65 mm Durchmesser. Größere Rollen drücken sich weniger stark in Teppiche ein, walken ihn weniger und lassen sich leichter in eine neue Bewegungsrichtung ausrichten.

## Normierung
- DIN EN 1335 – Büromöbel – Büro-Arbeitsstuhl[14]
- DIN EN 1728 Möbel – Sitzmöbel – Prüfverfahren zur Bestimmung der Festigkeit und Dauerhaltbarkeit
- DIN 4550 Büromöbel – Selbsttragende Sitzhöhenverstellelemente mit Energiespeicher für Büro-Arbeitsstühle – Sicherheitstechnische Anforderungen, Prüfung
- DIN SPEC 1133 Büromöbel – Büro-Arbeitsstuhl
- DIN 4551 Büromöbel; Bürodrehstuhl mit verstellbarer Rückenlehne, mit oder ohne Armstützen, höhenverstellbar
- DIN 68877 Arbeitsdrehstuhl – Sicherheitstechnische Anforderungen, Prüfung
- DIN 68878 Stühle für den Wohnbereich – Gebrauchseigenschaften – Anforderungen und Prüfverfahren
- ANSI/BIFMA X 5.1 – General-Purpose Office Chairs – Tests[15]